# Больцман (лунный кратер)
Кратер Больцман (лат. Boltzmann) — крупный ударный кратер в южной приполярной области на видимой стороне Луны. Название дано в честь австрийского физика-теоретика, основателя статистической механики и молекулярно-кинетической теории Людвига Больцмана (1844—1906) и утверждено Международным астрономическим союзом в 1964 г. Образование кратера относится к донектарскому периоду.

## Описание кратера

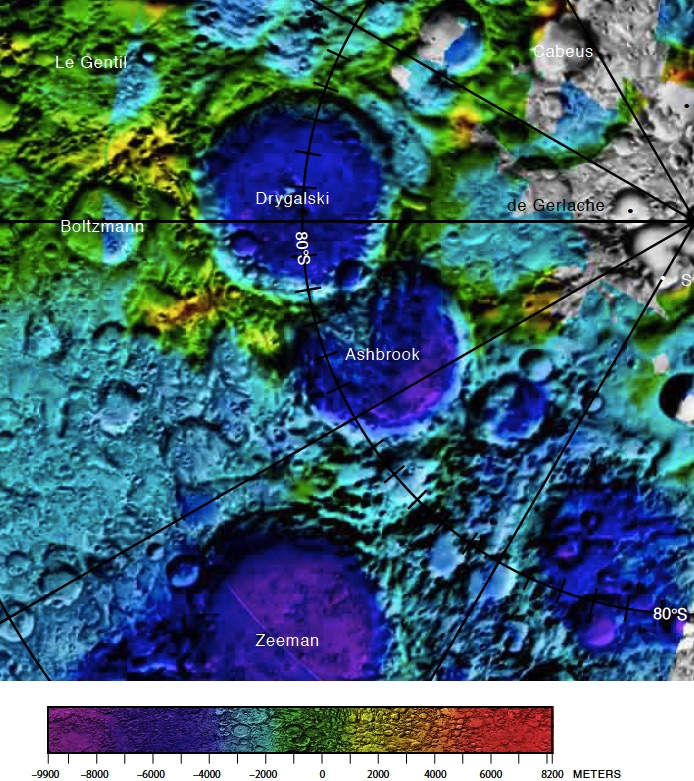
Окрестности кратера Больцман. Фрагмент карты области южного полюса Луны.

Ближайшими соседями кратера являются кратер Лежантиль на востоке и кратер Дригальский на юге. Селенографические координаты центра кратера 74°49′ ю. ш. 90°25′ з. д. / 74,82° ю. ш. 90,41° з. д., диаметр 72,31 км, глубина 2,8 км.
Кратер лежит у западного лимба Луны и практически недоступен для наблюдения с Земли. За время своего существования вал кратера значительно разрушен и сглажен последующими импактами, кратер превратился в понижение местности. Высота вала над окружающей местностью составляет 1330 м. Дно чаши кратера сравнительно ровное, в восточной части более пересеченное, отмечено многими небольшими кратерами. В чаше кратера присутствует невысокий сглаженный центральный пик, несколько смещенный к северо-востоку от центра чаши. На юго-востоке от кратера начинается цепочка небольших кратеров, тянущаяся в направлении северной части вала кратера Дригальский.

## Сателлитные кратеры
Отсутствуют.